# Suore francescane della penitenza e della carità (Tiffin)
Le suore francescane della penitenza e della carità (in inglese Sisters of the Third Order of St. Francis of Penance and Charity; sigla O.S.F.) sono un istituto religioso femminile di diritto pontificio.

## Storia

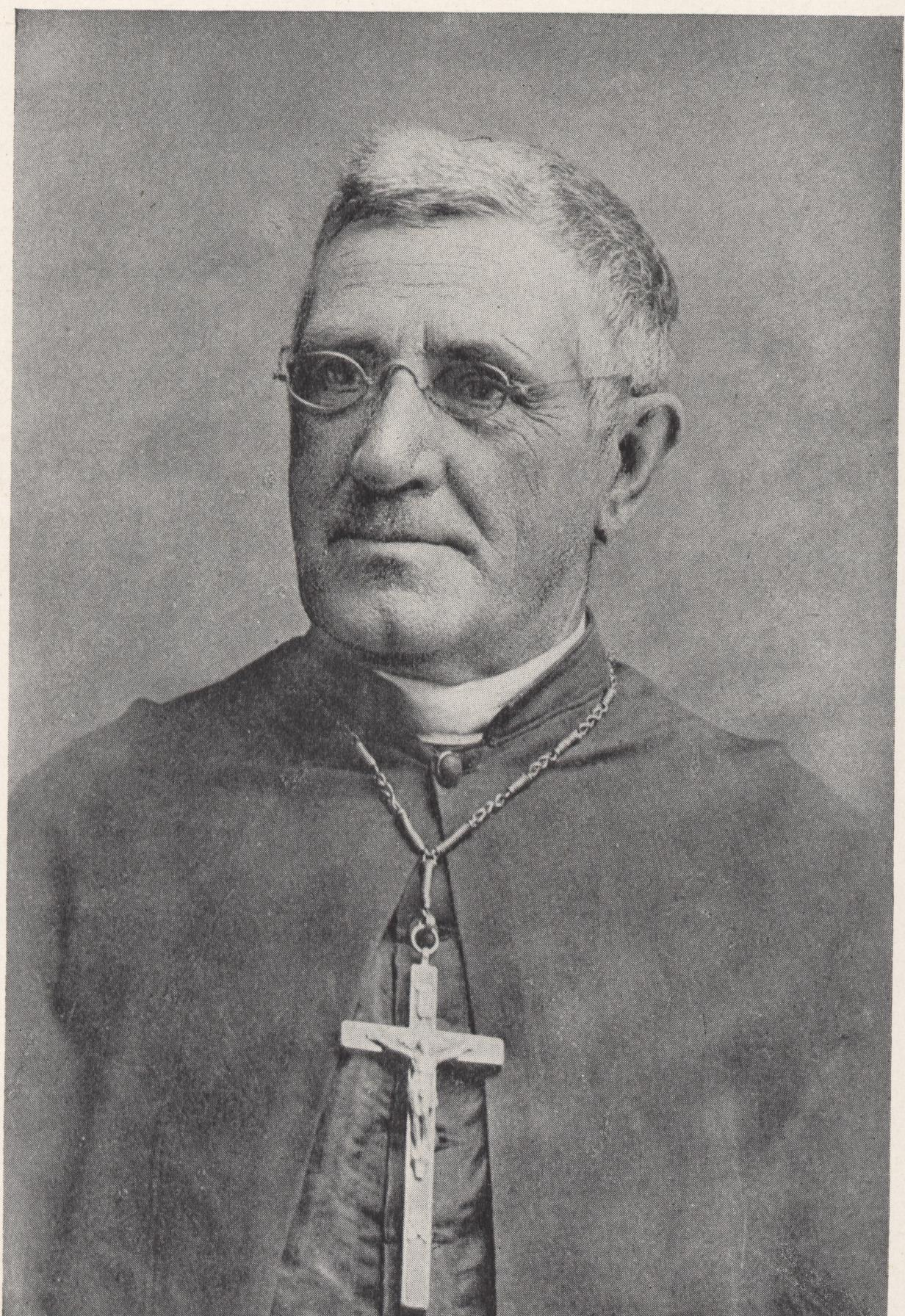
Joseph Bihn, fondatore della congregazione

La congregazione fu istituita per l'assistenza agli orfani e agli anziani poveri ospitati nella casa di carità aperta a Tiffin, in Ohio, dal sacerdote Joseph Bihn: il 4 giugno 1869 Elizabeth Schaefer, fondatrice insieme con Bihn dell'istituto, fu rivestita dell'abito religioso dando formalmente inizio alla nuova famiglia religiosa.
Inizialmente le suore adottarono delle costituzioni basate su quelle delle Suore francescane dell'adorazione perpetua di La Crosse, ma nel 1898 presero quelle delle suore francescane della penitenza e della carità cristiana di Heythuysen, già approvate dalla Santa Sede.
L'istituto, aggregato all'ordine dei frati minori conventuali dall'8 aprile 1917, ricevette il pontificio decreto di lode il 25 marzo 1962.

## Attività e diffusione
Le suore si dedicano all'educazione della gioventù e alla cura di malati, anziani e poveri.
La sede generalizia è a Tiffin, in Ohio.
Alla fine del 2015 l'istituto contava 87 religiose e una sola casa.